# Indicatif régional 386

Carte de l'État de la Floride avec les territoires de ses fuseaux horaires et de ses indicatifs régionaux.

L'indicatif régional 386 est l'un des multiples indicatifs téléphoniques régionaux de l'État de la Floride aux États-Unis. Il couvre deux territoires de l'état, un situé au nord et l'autre situé au nord-est de l'État.
La carte ci-contre indique les territoires couverts par l'indicatif 386.
L'indicatif régional 386 fait partie du Plan de numérotation nord-américain.